# Ivo Trešl
Ivo Trešl (* 5. července 1972 Rakovník) je český politik a lékař, od roku 2020 senátor za obvod č. 6 – Louny, od roku 2006 zastupitel, v letech 2010 až 2014 a znovu od roku 2018 radní města Rakovník, registrovaný příznivec hnutí STAN.

## Život
V letech 1986 až 1990 absolvoval Gymnázium Zikmunda Wintra Rakovník a následně v letech 1990 až 1996 vystudoval 3. lékařskou fakultu Univerzity Karlovy v Praze (získal titul MUDr.).
Od roku 1996 pracuje jako lékař-traumatolog na chirurgickém oddělení Masarykovy nemocnice Rakovník. Od srpna 2007 do prosince 2010 byl členem dozorčí rady společnosti Tepelné zásobování Rakovník, od listopadu 2019 je členem představenstva Vodohospodářského sdružení obcí Rakovnicka. Dále je od prosince 2019 členem dozorčí rady společnosti RAVOS (Rakovnická vodárenská společnost), resp. od května 2020 jejím místopředsedou.
Ivo Trešl žije ve městě Rakovník, konkrétně v části Rakovník II. Má rád sport. Je ženatý, má dvě dcery – Natálii a Nelu.

## Politické působení
V komunálních volbách v roce 2006 byl jako nestraník za ODS zvolen zastupitelem města Rakovník. Ve volbách v roce 2010 mandát opět jako nestraník za ODS obhájil a navíc se pro volební období 2010 až 2014 stal radním města.
V roce 2014 se stal členem hnutí Město pro vás (MPV), za něž ve volbách v roce 2014 obhájil post zastupitele města a ve volebním období 2014 až 2018 byl členem kontrolního výboru. Ve volbách v roce 2018 pak opět obhájil mandát zastupitele města, když byl z pozice člena hnutí MPV lídrem kandidátky subjektu „MĚSTO PRO VÁS“ (tj. hnutí MPV a hnutí STAN). V listopadu 2018 byl opět zvolen radním města. V komunálních volbách v roce 2022 kandidoval do zastupitelstva Rakovníka z 2. místa kandidátky subjektu „MĚSTO PRO VÁS A STAROSTOVÉ“. Vlivem preferenčních hlasů však skončil první, a obhájil tak mandát zastupitele města. Dne 19. října 2022 byl opět zvolen radním města.
V krajských volbách v roce 2016 kandidoval jako nestraník za hnutí STAN do Zastupitelstva Středočeského kraje, ale neuspěl (hnutí MPV mělo od března 2016 do dubna 2017 pozastavenu činnost). Nicméně ve volebním období 2016 až 2020 působil jako člen Výboru pro zdravotnictví Středočeského kraje. Také ve volbách do Poslanecké sněmovny PČR v roce 2017 kandidoval jako nestraník za hnutí STAN ve Středočeském kraji, avšak poslancem se nestal.
Ve volbách do Senátu PČR v roce 2014 kandidoval za hnutí MPV v obvodu č. 6 – Louny. Získal 9,52 % hlasů a obsadil 5. místo. Ve volbách do Senátu PČR v roce 2020 opět kandidoval v obvodu č. 6 – Louny, tentokrát však za hnutí STAN. V prvním kole získal 20,92 % hlasů, a postoupil tak z 1. místa do druhého kola, v němž porazil kandidáta ODS, TOP 09, KDU-ČSL a KAN Vladimíra Drápala poměrem hlasů 58,39 % : 41,60 %, a stal se tak senátorem. V krajských volbách v roce 2024 kandidoval do Zastupitelstva Středočeského kraje, ale neuspěl.
V Senátu je členem Senátorského klubu Starostové a nezávislí, Volební komise a Výboru pro zdravotnictví.